# Eve Gramatzki
Evemaria Gramatzki dite Eve Gramatzki, née le 16 octobre 1935 à Königsberg (dans l'ancienne Prusse-Orientale, aujourd'hui Kaliningrad en Russie) et morte le 24 mai 2003 à Paris, est une artiste germano-française.

## Biographie
En 1944, l’invasion russe contraint sa famille à se réfugier à Hambourg . Eve a 9 ans. Elle étudie aux Beaux-Arts de 1956 à 1961. À 27 ans, elle s’installe à Vanves, près de Paris. La jeune femme rencontre Joan Mitchell, Aurélie Nemours et Anne Tronche, critique et écrivain, qui suivra sa carrière et écrira régulièrement sur son travail jusqu’à sa disparition en 2003. De nombreux galeristes s’intéressent à elle : Yvon Lambert, Daniel Templon, Baudouin Lebon ; elle acquiert rapidement une certaine notoriété.